# Jaren Jackson Jr.
Pour les articles homonymes, voir JJJ.
Jaren Walter Jackson Jr., né le 15 septembre 1999 à Plainfield dans le New Jersey, est un joueur américain de basket-ball évoluant aux postes d'ailier fort et de pivot. 
Après une année universitaire à Michigan State, il est choisi en 4e position par les Grizzlies de Memphis lors de la draft 2018 de la NBA. À l'issue de la saison 2022-2023, Jaren Jackson remporte le NBA Defensive Player of the Year.

## Biographie
Jaren Walter Jackson Jr. naît le 15 septembre 1999 à Plainfield dans le New Jersey. Sa mère est Terri Jackson, juriste et dirigeante sportive et son père Jaren Jackson, joueur de basket-ball professionnel.

### Carrière universitaire
Il côtoie notamment en prep school dans l'Indiana Jordan Poole, passé pro en NBA chez les Warriors de Golden State.
Le 15 septembre 2016, alors qu'il est très convoité par plusieurs universités comme Butler, Indiana, Purdue ou Maryland, il rejoint Michigan State.
Lors de la March Madness 2018, Jaren Jackson Jr. et Michigan State se font éliminer au deuxième tour face à l'Orange de Syracuse. Lors de son cursus universitaire, il tourne à 11,3 points, 5,8 rebonds, 1,2 passe décisive et 3,2 contres par match.

### Carrière professionnelle

#### Grizzlies de Memphis (depuis 2018)
Le 21 juin 2018, Jackson est sélectionné en 4e position de la draft 2018 de la NBA par les Grizzlies de Memphis. Le 1er juillet il signe son premier contrat professionnel avec les Grizzlies.
Le 18 octobre 2021, devenu une pierre angulaire de son équipe, il souscrit un contrat de 105 millions de dollars sur 4 ans.
À l'issue de la saison régulière 2022-2023, les Grizzlies se qualifient pour les playoffs. Jackson est élu NBA Defensive Player of the Year, meilleur défenseur de l'année.

### Carrière en équipe nationale
Jackson remporte le championnat du monde des moins de 17 ans de la FIBA en 2016 avec l'équipe américaine des moins de 17 ans.

## Style de jeu
Jaren Jackson Jr. est un intérieur grand, doté d'une grande envergure et d'une technique remarquable. Il est reconnu pour être le prototype de l'intérieur moderne par sa capacité à tirer de loin et à étirer le jeu. Il est aussi un excellent défenseur. Ce qui lui vaut d'accéder à une place dans la NBA All-Defensive Team NBA 2022 .

## Palmarès

### NBA
- 2 sélection au NBA All-Star Game en 2023 et en 2025.
- NBA Defensive Player of the Year en 2023.
- NBA All-Rookie First Team en 2019.
- 2 × NBA All-Defensive First Team en 2022 et 2023.
- 1 × NBA All-Defensive Second Team en 2025.
- Meilleur contreur de la NBA sur la Saison NBA 2021-2022 en termes de moyenne (2,3)
- Meilleur contreur de la NBA sur la Saison NBA 2022-2023 en termes de moyenne (3,0)

### NCAA
- Big Ten Defensive Player of the Year (2018)
- Big Ten Freshman of the Year (2018)
- Third-team All-Big Ten (2018)
- Big Ten All-Freshman Team (2018)

### Lycée
- McDonald's All-American (2017)
- Jordan Brand Classic (2017)

## Statistiques

### Universitaires
| Saison    | Équipe         | Matchs | Titul. | Min./m | % Tir | % 3pts | % LF | Rbds/m. | Pass/m. | Int/m. | Ctr/m. | Pts/m. |
| --------- | -------------- | ------ | ------ | ------ | ----- | ------ | ---- | ------- | ------- | ------ | ------ | ------ |
| 2017-2018 | Michigan State | 35     | 34     | 21,8   | 51,3  | 39,6   | 79,7 | 5,80    | 1,11    | 0,60   | 3,00   | 10,91  |
| Carrière  | Carrière       | 35     | 34     | 21,8   | 51,3  | 39,6   | 79,7 | 5,80    | 1,11    | 0,60   | 3,00   | 10,91  |

### Professionnelles

#### Saison régulière
Légende :
| Défenseur de l'année | Leader de la ligue |

| Saison        | Équipe        | Matchs | Titul. | Min./m | % Tir | % 3pts | % LF | Rbds/m. | Pass/m. | Int/m. | Ctr/m. | Pts/m. |
| ------------- | ------------- | ------ | ------ | ------ | ----- | ------ | ---- | ------- | ------- | ------ | ------ | ------ |
| 2018-2019     | Memphis       | 58     | 56     | 26,1   | 50,6  | 35,9   | 76,6 | 4,69    | 1,10    | 0,90   | 1,41   | 13,76  |
| 2019-2020     | Memphis       | 57     | 57     | 28,5   | 46,9  | 39,4   | 74,7 | 4,60    | 1,37    | 0,70   | 1,61   | 17,37  |
| 2020-2021     | Memphis       | 11     | 4      | 23,5   | 42,4  | 28,3   | 83,3 | 5,64    | 1,09    | 1,09   | 1,64   | 14,36  |
| 2021-2022     | Memphis       | 78     | 78     | 27,3   | 41,5  | 31,9   | 82,3 | 5,82    | 1,10    | 0,94   | 2,27   | 16,31  |
| 2022-2023     | Memphis       | 63     | 63     | 28,4   | 50,6  | 35,5   | 78,8 | 6,76    | 0,95    | 1,03   | 3,00   | 18,62  |
| 2023-2024     | Memphis       | 66     | 66     | 32,2   | 44,4  | 32,0   | 80,8 | 5,53    | 2,33    | 1,21   | 1,61   | 22,52  |
| 2024-2025     | Memphis       | 74     | 74     | 29,8   | 48,8  | 37,5   | 78,1 | 5,64    | 2,00    | 1,24   | 1,53   | 22,18  |
| Carrière      | Carrière      | 407    | 398    | 28,6   | 46,6  | 35,1   | 79,2 | 5,55    | 1,48    | 1,02   | 1,91   | 18,47  |
| All-Star Game | All-Star Game | 2      | 0      | 8,0    | 55,6  | 0,0    | -    | 1,50    | 1,00    | 0,50   | 1,00   | 5,00   |

#### Playoffs
| Saison   | Équipe   | Matchs | Titul. | Min./m | % Tir | % 3pts | % LF | Rbds/m. | Pass/m. | Int/m. | Ctr/m. | Pts/m. |
| -------- | -------- | ------ | ------ | ------ | ----- | ------ | ---- | ------- | ------- | ------ | ------ | ------ |
| 2021     | Memphis  | 5      | 5      | 27,5   | 42,6  | 28,6   | 87,5 | 5,60    | 1,00    | 1,00   | 1,20   | 13,60  |
| 2022     | Memphis  | 12     | 12     | 27,7   | 37,8  | 37,5   | 75,5 | 6,75    | 0,92    | 0,75   | 2,50   | 15,42  |
| 2023     | Memphis  | 6      | 6      | 36,7   | 42,2  | 28,0   | 86,1 | 7,83    | 1,50    | 1,00   | 2,00   | 18,00  |
| 2025     | Memphis  | 4      | 4      | 34,2   | 37,9  | 27,3   | 85,0 | 5,00    | 1,50    | 1,00   | 0,50   | 16,00  |
| Carrière | Carrière | 27     | 27     | 30,6   | 39,6  | 33,1   | 81,6 | 6,52    | 1,15    | 0,89   | 1,85   | 15,74  |

## Records sur une rencontre en NBA
Les records personnels de Jaren Jackson Jr. en NBA sont les suivants, :
| Type de statistique        | Saison régulière | Saison régulière            | Saison régulière | Playoffs | Playoffs                    | Playoffs      |
| Type de statistique        | Record           | Adversaire                  | Date             | Record   | Adversaire                  | Date          |
| -------------------------- | ---------------- | --------------------------- | ---------------- | -------- | --------------------------- | ------------- |
| Points                     | 44               | Rockets de Houston          | 13 décembre 2023 | 33       | Warriors de Golden State    | 1er mai 2022  |
| Paniers marqués            | 15               | 4 fois                      | 4 fois           | 13       | Lakers de Los Angeles       | 16 avril 2023 |
| Paniers tentés             | 30               | Magic d'Orlando             | 26 janvier 2024  | 21       | 2 fois                      | 2 fois        |
| Paniers à 3 points réussis | 9                | Bucks de Milwaukee          | 13 décembre 2019 | 6        | Warriors de Golden State    | 1er mai 2022  |
| Paniers à 3 points tentés  | 15               | 2 fois                      | 2 fois           | 10       | Jazz de l'Utah              | 31 mai 2021   |
| Lancers francs réussis     | 12               | @ Pistons de Detroit        | 1er avril 2024   | 9        | @ Jazz de l'Utah            | 26 mai 2021   |
| Lancers francs tentés      | 17               | @ Suns de Phoenix           | 31 décembre 2024 | 11       | @ Jazz de l'Utah            | 26 mai 2021   |
| Rebonds offensifs          | 8                | Clippers de Los Angeles     | 8 février 2022   | 6        | 2 fois                      | 2 fois        |
| Rebonds défensifs          | 15               | Celtics de Boston           | 31 mars 2025     | 11       | @ Timberwolves du Minnesota | 29 avril 2022 |
| Rebonds totaux             | 15               | Celtics de Boston           | 31 mars 2025     | 14       | 2 fois                      | 2 fois        |
| Passes décisives           | 7                | 2 fois                      | 2 fois           | 4        | Lakers de Los Angeles       | 16 avril 2023 |
| Interceptions              | 6                | @ Raptors de Toronto        | 22 janvier 2024  | 3        | @ Jazz de l'Utah            | 23 mai 2021   |
| Contres                    | 8                | Hawks d'Atlanta             | 12 décembre 2022 | 7        | Timberwolves du Minnesota   | 16 avril 2022 |
| Balles perdues             | 7                | 2 fois                      | 2 fois           | 6        | @ Lakers de Los Angeles     | 22 avril 2023 |
| Minutes jouées             | 43               | @ Trail Blazers de Portland | 31 juillet 2020  | 42       | @ Lakers de Los Angeles     | 24 avril 2023 |

- Double-double : 34 (dont 4 en playoffs)
- Triple-double : 0

Dernière mise à jour : 15 mai 2025

## Salaires
| Année       | Équipe      | Salaire      |
| ----------- | ----------- | ------------ |
| 2018-2019   | Memphis     | 5 915 040 $  |
| 2019-2020   | Memphis     | 6 927 480 $  |
| 2020-2021   | Memphis     | 7 257 360 $  |
| 2021-2022   | Memphis     | 9 180 560 $  |
| 2022-2023   | Memphis     | 28 946 605 $ |
| 2023-2024   | Memphis     | 27 102 202 $ |
| Total Gains | Total Gains | 85 329 247 $ |
| 2024-2025   | Memphis     | 25 257 798 $ |
| 2025-2026   | Memphis     | 23 413 395 $ |

## Vie privée
Il est le fils de Jaren Jackson, ancien champion NBA en 1999 avec les Spurs de San Antonio. Son père était coéquipier à l'université de Georgetown de Dikembe Mutombo, ancien meilleur défenseur de NBA, dont Jaren Jackson Jr a toujours été proche.